# Чемпионат Европы по самбо 1994
XIII Чемпионат Европы по самбо 1994 года среди мужчин прошёл в июне в городе Паневежис (Литва) с 1 по 3 июля, среди женщин — в городе Ржев (Россия).

## Медалисты

### Мужчины
В соревнованиях приняли участие спортсмены 15 стран: Азербайджан, Армения, Белоруссия, Болгария, Великобритания, Грузия, Казахстан, Латвия, Литва, Молдавия, Нидерланды, Россия, Украина, Югославия, Япония.
| Весовая категория | Золото                      | Серебро                       | Бронза                                                    |
| ----------------- | --------------------------- | ----------------------------- | --------------------------------------------------------- |
| до 48 кг          | Николай Цыпандин · Беларусь | Рагим Мамедов · Азербайджан   | Ф. Каримов · Россия Галымжан Сапаргалиев · Казахстан      |
| до 52 кг          | Ерванд Григорян · Армения   | Джейхун Мамедов · Азербайджан | Б. Одишвили · Грузия В. Козлов · Украина                  |
| до 57 кг          | Овик Манукян · Армения      | Алексей Архипов · Россия      | Мушвиг Джафаров · Азербайджан Андрей Сероштанов · Украина |
| до 62 кг          | Натик Багиров · Беларусь    | Мамука Курдгелашвили · Грузия | Ашот Маркарьян · Россия О. Сабадаш · Украина              |
| до 68 кг          | Валерий Данилов · Беларусь  | Александр Лебедев · Россия    | Салкен Жартыбаев · Казахстан Арчил Чохели · Грузия        |
| до 74 кг          | Джондо Музашвили · Грузия   | Николай Игрушкин · Россия     | А. Мечковскис · Литва Сергей Волобуев · Казахстан         |
| до 82 кг          | Ерванд Мартиросян · Украина | Павел Перепичай · Беларусь    | В. Гушаускас · Литва Э. Кулиев · Азербайджан              |
| до 90 кг          | Сергей Лоповок · Россия     | Вано Гамхиташвили · Грузия    | Эльшан Поладов · Азербайджан В. Тарельник · Украина       |
| до 100 кг         | Ричардас Роцявичюс · Литва  | Ростислав Борисенко · Украина | Евгений Долинин · Беларусь Александр Дунаев · Россия      |
| свыше 100 кг      | Мурат Хасанов · Россия      | Олег Грицышин · Украина       | Владимир Емельянов · Беларусь З. Абасов · Азербайджан     |

#### Командный зачёт
| Место | Страна      | Очки | Золото | Серебро | Бронза | Всего |
| ----- | ----------- | ---- | ------ | ------- | ------ | ----- |
| 1     | Россия      | 41   | 2      | 3       | 3      | 8     |
| 2     | Беларусь    | 34,5 | 3      | 1       | 2      | 6     |
| 3     | Украина     | 34   | 1      | 2       | 4      | 7     |
| 4     | Азербайджан | 30,5 | 1      | 1       | 4      | 6     |
| 5     | Грузия      | 27   | 1      | 2       | 2      | 5     |
| 6     | Литва       | 17   | 1      | 0       | 2      | 3     |
| 7     | Армения     | 12   | 1      | 1       | 0      | 2     |
| 8     | Казахстан   | 10,5 | 0      | 0       | 3      | 3     |

### Женщины
| Весовая категория | Золото                         | Серебро                     | Бронза                                                |
| ----------------- | ------------------------------ | --------------------------- | ----------------------------------------------------- |
| до 44 кг          | Нина Радостева · Россия        | В. Годинина · Украина       | Н. Верясова · Беларусь В. Каушайте · Литва            |
| до 48 кг          | Татьяна Москвина · Беларусь    | Е. Узмова · Россия          | Л. Гилюк · Украина М. Милич · СР Югославия            |
| до 52 кг          | Инна Смирнова · Россия         | И. Панич · Украина          | Т. Барилова · Беларусь С. Боянич · СР Югославия       |
| до 56 кг          | Л. Матиевская · Украина        | С. Новикова · Россия        | С. Махомбетова · Казахстан Б. Гнатович · СР Югославия |
| до 60 кг          | Л. Кристя · Молдова            | Наталья Барда · Украина     | Е. Крылова · Россия И. Богачёва · Литва               |
| до 64 кг          | Наталья Павлова · Россия       | В. Гордеева · Латвия        | Е. Стёпочкина · Украина Н. Огненович · СР Югославия   |
| до 68 кг          | В. Врублевская · Украина       | С. Селиханова · Беларусь    | Е. Медведева · Россия К. Акимова · Казахстан          |
| до 72 кг          | Г. Савенкова · Беларусь        | З. Благоевич · СР Югославия | Е. Меланчук · Россия Е. Рыбалкина · Украина           |
| до 80 кг          | Елена Герасимова · Россия      | Д. Бурдевац · СР Югославия  | Л. Гарагуля · Украина С. Волнова · Беларусь           |
| свыше 80 кг       | Вероника Козловская · Беларусь | С. Буряк · Украина          | И. Ионавичуте · Литва Ольга Любченко · Россия         |